# Вальверде (провинция)
Вальверде (исп. Valverde) — провинция Доминиканской Республики. Была отделена от провинции Сантьяго в 1959 году.

## Муниципалитеты и муниципальные районы
Провинция разделена на три муниципалитета (municipio), а в пределах муниципалитетов — на десять муниципальных районов (distrito municipal — D.M.):
- Лагуна-Салада
  - Айбон (D.M.)
  - Крусе-де-Гуаяканес (D.M.)
  - Ла-Кая (D.M.)
- Санта-Крус-де-Мао
  - Айбон-де-Пуэбло-Нуэво (D.M.)
  - Амина (D.M.)
  - Гуатапаналь (D.M.)
- Эсперанса
  - Бока-де-Мао (D.M.)
  - Майсаль (D.M.)
  - Парадеро (D.M.)
  - Хикоме (D.M.)

Население по муниципалитетам на 2012 год (сортируемая таблица):
| № | Название            | Общее население | Городское население | Сельское население |
| - | ------------------- | --------------- | ------------------- | ------------------ |
| 1 | Лагуна-Салада       | 30 041          | 20 470              | 9571               |
| 2 | Санта-Крус-де-Мао   | 106 818         | 80 925              | 25 893             |
| 3 | Эсперанса           | 70 588          | 52 732              | 17 856             |
|   | Провинция Вальверде | 207 447         | 154 127             | 53 320             |